# ダヴィド・ゴギナシュヴィリ
ダヴィド・ゴギナシュヴィリ（ジョージア語: დავით გოგინაშვილი、英語: David Goginashvili、1983年 - ）は、ジョージアの学者。グルジア・ソビエト社会主義共和国（当時）の首都トビリシ出身。地元の大学で日本語を修めた後、慶應義塾大学に留学して修士号、次いで博士号を取得。博士となってからは古巣の慶應義塾大学SFC研究所で上席所員を務める。また、駐日ジョージア大使館専門分析員も兼任している。

## 経歴
ジョージアで最も日本語教育の伝統があるトビリシ・アジア・アフリカ大学東洋学部（現・トビリシ自由大学国際関係学部）を卒業後、2006年から2007年にかけて同大学で日本語講師を務めた。
2008年に来日して、2011年に慶應義塾大学法学研究科で政治学修士を取得。慶應義塾在学中の2013年2月21日には、東京都港区の国際文化会館で開催された第4回「日・黒海地域対話」に日本やジョージア、その他コーカサス諸国の政学官財の要人に交ざってゴギナシュヴィリも一塾生として参加している。2016年、慶應義塾大学の政策・メディア研究科で博士号を取得した。
博士になってからも引き続き日本に在住しており、慶應義塾大学SFC研究所上席所員、駐日ジョージア大使館専門分析員、「みんなのタマダ」幹事長などを務めている。
2021年11月25日、駐日ジョージア大使ティムラズ・レジャバが信任状捧呈式に臨むにあたって、大使館分析員を務めるゴギナシュヴィリ博士が東京駅までレジャバ大使に随行した。

## 著作
- アレクサンドレ・カズベギ作品選（成文社、2017年）、三輪智惠子訳、ISBN 978-4865200232

## 論文
- 南コーカサス諸国に対する日本外交: 多層利益構造の地域における三低主義政策[13]（2017年2月28日、慶應義塾大学の博士論文）[14]